# Матіас Торстенсен
Матіас Торстенсен (норв. Mathias Torstensen, 1 листопада 1896 — 9 липня 1975) — норвезький академічний веслувальник.